# Hagneck
Hagneck (in einheimischer Mundart [ˈhɑg̊ni]) ist ein Dorf und eine gemischte Gemeinde im Verwaltungskreis Seeland des Schweizer Kantons Bern.

## Geographie

Luftbild (1968)

Hagneck liegt im Berner Seeland am Südufer des Bielersees an der Mündung des Hagneckkanals. Die Nachbargemeinden von Norden beginnend im Uhrzeigersinn sind Täuffelen, Walperswil, Siselen und Lüscherz.

## Name
Der Ortsname ist 1425 als Hagenegg erstmals sicher belegt. Er setzt sich zusammen aus den Wörtern hag und egge/ecke und bedeutet etwa ‹Geländabsatz bei der Einfriedung›.

## Politik
Bei den Nationalratswahlen 2023 betrugen die Wähleranteile in Hagneck (in Klammern die Veränderung im Vergleich zu den Wahlen 2019 in Prozentpunkten): SVP 37,44 % (−2,11), SP 17,49 % (+4,27), Grüne 10,70 % (−2,86), glp 7,88 % (+4,14), FDP 7,66 % (+1,83), Mitte 7,26 % (−4,04), EVP 4,33 % (+1,46), EDU 4,19 % (−0,17), SD 0,11 % (−1,24).

## Versorgung
Wasser
Hagneck ist eine Verbandsgemeinde der Seeländischen Wasserversorgung.

## Verkehr
Das Dorf besitzt eine Haltestelle der Aare Seeland mobil (ASM).

## Gastronomie
Das Bistro «Martin Pêcheur» und der Gasthof «Brücke» sind in Hagneck angesiedelt.